# Tournoi d'ouverture du championnat du Mexique de football 2010
Navigation
Saison précédente Saison suivante
Le Tournoi Apertura 2010 est le vingt-neuvième tournoi saisonnier disputé au Mexique.
C'est cependant la 84e fois que le titre de champion du Mexique est remis en jeu.
Lors de ce tournoi, le Deportivo Toluca FC a tenté de conserver son titre de champion du Mexique face aux dix-huit meilleurs clubs mexicains.
Chacun des dix-huit clubs participant au championnat était confronté une fois aux dix-sept autres. Puis les meilleurs se sont affrontés lors d'une phase finale à la fin de la saison.
Seulement deux places étaient qualificatives pour la Ligue des champions de la CONCACAF, et trois pour la Copa Libertadores.

## Les 18 clubs participants
| \| Mexico: Club América CD Cruz Azul Pumas UNAM Guadalajara: CF Atlas Chivas de Guadalajara Querétaro FC CF Atlante Guadalajara UAG Tecos CF Monterrey Tigres UANL CF Pachuca CA Monarcas Morelia San Luis FC Deportivo Toluca FC Club Santos Laguna Jaguares de Chiapas I Mexico CF Puebla Club Necaxa \| Localisation des clubs. |
| Mexico: Club América CD Cruz Azul Pumas UNAM Guadalajara: CF Atlas Chivas de Guadalajara Querétaro FC CF Atlante Guadalajara UAG Tecos CF Monterrey Tigres UANL CF Pachuca CA Monarcas Morelia San Luis FC Deportivo Toluca FC Club Santos Laguna Jaguares de Chiapas I Mexico CF Puebla Club Necaxa                               |

| Club                  | Stade                        | Capacité | Ville                    |
| Club América          | Stade Azteca                 | 105 064  | Mexico                   |
| CF Atlante            | Stade Andres Quintana Roo    | 20 000   | Cancún                   |
| CF Atlas              | Stade Jalisco                | 56 713   | Guadalajara              |
| CD Cruz Azul          | Stade Azul                   | 35 161   | Mexico                   |
| UAG Tecos             | Stade Tres de Marzo          | 22 000   | Zapopan                  |
| Chivas de Guadalajara | Stade Omnilife               | 49 850   | Guadalajara              |
| Jaguares de Chiapas   | Stade Víctor Manuel Reyna    | 25 800   | Tuxtla Gutiérrez         |
| CF Monterrey          | Stade Tecnológico            | 33 485   | Monterrey                |
| CA Monarcas Morelia   | Stade Morelos                | 41 056   | Morelia                  |
| Club Necaxa           | Stade Victoria               | 25 000   | Aguascalientes           |
| CF Pachuca            | Stade Hidalgo                | 27 000   | Pachuca                  |
| CF Puebla             | Stade Cuauhtémoc             | 42 648   | Puebla                   |
| Pumas UNAM            | Stade Olímpico Universitario | 62 214   | Mexico                   |
| Querétaro FC          | Stade Corregidora            | 34 130   | Santiago de Querétaro    |
| San Luis FC           | Stade Alfonso Lastras        | 25 000   | San Luis Potosí          |
| Santos Laguna         | Stade Corona                 | 30 000   | Torreón                  |
| Tigres UANL           | Stade Universitario          | 42 000   | San Nicolás de los Garza |
| Club Toluca           | Stade Nemesio Díez           | 27 000   | Toluca                   |

## Compétition
Le Tournoi Apertura se déroule de la même façon que les tournois saisonniers précédents :
- La phase de qualification : dix-sept journées de championnat.
- La phase finale : des confrontations aller-retour allant des quarts de finale à la finale.

### Phase de qualification
Lors de la phase de qualification les dix-huit équipes s'affrontent à une reprise selon un calendrier tiré aléatoirement.
Les équipes sont divisées en trois groupes de six, les deux meilleures de chaque groupe sont directement qualifiées pour la phase finale, les deux dernières place reviennent aux équipes les mieux classées au classement général.
Le classement est établi sur le barème de points classique (victoire à 3 points, match nul à 1, défaite à 0).
Le départage final se fait selon les critères suivants :
- Le nombre de points.
- La différence de buts générale.
- La différence de buts particulière.
- Le nombre de buts marqué à l'extérieur.
- Le tirage au sort.

#### Classement général
| Rang | Équipe                | Pts | J  | G  | N  | P  | Bp | Bc | Diff |
| ---- | --------------------- | --- | -- | -- | -- | -- | -- | -- | ---- |
| 1    | CD Cruz Azul          | 39  | 17 | 12 | 3  | 2  | 33 | 13 | +20  |
| 2    | CF Monterrey          | 32  | 17 | 9  | 5  | 3  | 29 | 20 | +9   |
| 3    | Santos Laguna         | 30  | 17 | 9  | 3  | 5  | 29 | 19 | +10  |
| 4    | Club América          | 27  | 17 | 7  | 6  | 4  | 22 | 16 | +6   |
| 5    | San Luis FC           | 26  | 17 | 8  | 2  | 7  | 21 | 19 | +2   |
| 6    | Jaguares de Chiapas   | 25  | 17 | 6  | 7  | 4  | 21 | 14 | +7   |
| 7    | Pumas UNAM            | 25  | 17 | 7  | 4  | 6  | 23 | 24 | -1   |
| 8    | CF Pachuca            | 25  | 17 | 7  | 4  | 6  | 27 | 28 | -1   |
| 9    | Tigres UANL           | 24  | 17 | 6  | 6  | 5  | 24 | 16 | +8   |
| 10   | Chivas de Guadalajara | 22  | 17 | 4  | 10 | 3  | 16 | 15 | +1   |
| 11   | Club Toluca (T)       | 22  | 17 | 5  | 7  | 5  | 18 | 20 | -2   |
| 12   | CA Monarcas Morelia   | 21  | 17 | 5  | 6  | 6  | 17 | 16 | +1   |
| 13   | CF Puebla             | 19  | 17 | 5  | 4  | 8  | 21 | 26 | -5   |
| 14   | Querétaro FC          | 19  | 17 | 5  | 4  | 8  | 18 | 28 | -10  |
| 15   | Club Necaxa (P)       | 16  | 17 | 4  | 4  | 9  | 14 | 21 | -7   |
| 16   | CF Atlante            | 16  | 17 | 4  | 4  | 9  | 17 | 27 | -10  |
| 17   | UAG Tecos             | 15  | 17 | 4  | 3  | 10 | 18 | 36 | -18  |
| 18   | CF Atlas              | 13  | 17 | 3  | 4  | 10 | 18 | 27 | -9   |

| Légende : Qualifications et relégations | Légende : Qualifications et relégations                  |
| --------------------------------------- | -------------------------------------------------------- |
|                                         | Ligue des champions 2011-2012 (Phase de groupes)         |
|                                         | Ligue des champions 2011-2012 (Tour préliminaire)        |
|                                         | Copa Libertadores 2011 (Phase de Groupe)                 |
|                                         | Copa Libertadores 2011 (1er Tour)                        |
|                                         | (T) : Tenant du titre (P) : Promu de la saison 2009-2010 |

#### Matchs
| Résultats (▼dom., ►ext.)                                   | Amé | Atlt | Atls | Azu | Tec | Chi | Jag | Mon | Mor | Nec | Pac | Pue | Que | Lui | Lag | Tol | Tig | Pum |
| Club América                                               |     |      | 1-1  |     | 4-1 | 0-0 | 3-0 | 0-0 |     | 1-1 |     |     |     |     | 3-2 |     |     | 0-1 |
| CF Atlante                                                 | 0-1 |      |      |     | 0-1 | 2-1 |     | 1-2 | 2-0 |     | 1-3 |     | 1-0 |     | 1-4 |     | 1-1 |     |
| CF Atlas                                                   |     | 3-1  |      | 1-3 |     |     |     |     |     | 0-1 | 1-2 | 1-0 |     | 2-1 |     | 0-1 | 2-2 |     |
| CD Cruz Azul                                               | 1-0 | 2-0  |      |     |     |     |     |     |     |     | 4-1 | 1-0 | 3-0 | 1-0 | 3-0 |     | 3-2 |     |
| UAG Tecos                                                  |     |      | 2-1  | 0-3 |     |     | 0-0 |     | 1-1 | 0-2 |     | 1-3 |     | 3-2 |     | 4-2 |     | 2-2 |
| Chivas de Guadalajara                                      |     |      | 2-2  | 0-0 | 3-0 |     | 0-3 |     | 0-1 | 1-0 |     | 0-0 |     |     |     | 0-0 |     | 0-0 |
| Jaguares de Chiapas                                        |     | 2-0  | 2-1  | 2-3 |     |     |     |     | 0-0 | 1-1 | 2-0 | 4-0 |     | 2-1 |     | 1-1 |     |     |
| CF Monterrey                                               |     |      | 2-0  | 2-4 | 3-2 | 2-3 | 1-1 |     |     | 2-1 |     |     |     |     |     | 2-0 |     | 5-2 |
| CA Monarcas Morelia                                        | 0-2 |      | 1-0  | 1-1 |     |     |     | 0-2 |     | 1-0 |     | 3-3 | 6-0 |     | 0-0 | 1-2 |     |     |
| Club Necaxa                                                |     | 1-2  |      | 2-1 |     |     |     |     |     |     | 1-2 | 1-0 | 1-1 | 0-2 |     | 1-1 | 0-2 |     |
| CF Pachuca                                                 | 3-0 |      |      |     | 3-1 | 1-1 |     | 2-2 | 1-1 |     |     |     | 2-1 |     | 0-3 |     | 2-3 | 3-2 |
| CF Puebla                                                  | 2-2 | 1-1  |      |     |     |     |     | 2-0 |     |     | 3-1 |     | 2-0 | 2-1 | 0-1 |     | 1-3 |     |
| Querétaro FC                                               | 0-1 |      | 2-1  |     | 1-0 | 2-2 | 1-1 | 0-0 |     |     |     |     |     |     | 5-2 |     |     | 2-1 |
| San Luis FC                                                | 1-2 | 2-1  |      |     |     | 0-1 |     | 1-1 | 1-0 |     | 1-0 |     | 3-2 |     | 1-1 |     | 1-0 |     |
| Santos Laguna                                              |     |      | 3-1  |     | 1-0 | 1-1 | 1-0 | 1-2 |     | 2-1 |     |     |     |     |     | 2-0 |     | 4-0 |
| Club Toluca                                                | 2-1 | 1-1  |      | 0-0 |     |     |     |     |     |     | 1-1 | 2-1 | 2-0 | 1-2 |     |     | 1-1 |     |
| Tigres UANL                                                | 1-1 |      |      |     | 5-0 | 1-1 | 0-0 | 0-1 | 0-1 |     |     |     | 0-1 |     | 1-0 |     |     | 2-0 |
| Pumas UNAM                                                 |     | 2-2  | 1-1  | 2-0 |     |     | 1-0 |     | 1-0 | 2-0 |     | 4-1 |     | 0-1 |     | 2-1 |     |     |
| - Victoire à domicile - Match nul - Victoire à l'extérieur |     |      |      |     |     |     |     |     |     |     |     |     |     |     |     |     |     |     |

#### Classements qualificatifs
La qualification pour la « Liguilla » se fait au travers des groupes régionaux. Les deux premiers de chaque groupe sont qualifiés directement. Les deux meilleures équipes tous groupes confondus qui ne sont pas déjà qualifiées complètent le tableau.
| Rang | Club                  | Pts | J  | Diff |
| 1    | CF Monterrey          | 32  | 17 | +9   |
| 2    | Santos Laguna         | 30  | 17 | +10  |
| 3    | Tigres UANL           | 24  | 17 | +8   |
| 4    | Chivas de Guadalajara | 22  | 17 | +1   |
| 5    | Club Necaxa (P)       | 16  | 17 | -7   |
| 6    | UAG Tecos             | 15  | 17 | -18  |

| Rang | Club            | Pts | J  | Diff |
| 1    | Club América    | 27  | 17 | +6   |
| 2    | San Luis FC     | 26  | 17 | +2   |
| 3    | CF Pachuca      | 25  | 17 | -1   |
| 4    | Club Toluca (T) | 22  | 17 | -2   |
| 5    | CF Atlante      | 16  | 17 | -10  |
| 6    | CF Atlas        | 13  | 17 | -9   |

| Rang | Club                | Pts | J  | Diff |
| 1    | CD Cruz Azul        | 39  | 17 | +20  |
| 2    | Jaguares de Chiapas | 25  | 17 | +7   |
| 3    | Pumas UNAM          | 25  | 17 | -1   |
| 4    | CA Monarcas Morelia | 21  | 17 | +1   |
| 5    | CF Puebla           | 19  | 17 | -5   |
| 6    | Querétaro FC        | 19  | 17 | -10  |

### La "Liguilla"
Les huit équipes qualifiées sont réparties dans le tableau final d'après leur classement général, le premier affrontant le huitième et ainsi de suite, la même opération est effectuée une fois que l'on connait les quatre demi-finalistes pour le tirage de ce deuxième tour. L'équipe la moins bien classée accueille lors du match aller et la meilleure lors du match retour.
En cas d'égalité lors des deux premiers tours, c'est l'équipe la mieux classée qui se qualifie. Par contre lors de la finale, si les deux équipes sont à égalité sur la somme des deux matchs des prolongations puis une séance de tirs au but ont lieu.

#### Tableau
|  |                     |               |               |               |               |     |   |            |            |            |            |              |     |   |        |        |        |        |        |  |  |
|  | 1/4 de finale       | 1/4 de finale | 1/4 de finale | 1/4 de finale | 1/4 de finale |     |   | 1/2 finale | 1/2 finale | 1/2 finale | 1/2 finale | 1/2 finale   |     |   | Finale | Finale | Finale | Finale | Finale |  |  |
|  |                     |               |               |               |               |     |   |            |            |            |            |              |     |   |        |        |        |        |        |  |  |
|  |                     |               |               |               |               |     |   |            |            |            |            |              |     |   |        |        |        |        |        |  |  |
|  | CF Monterrey        | (2)           |               |               |               |     |   |            |            |            |            |              |     |   |        |        |        |        |        |  |  |
|  | CF Monterrey        | (2)           |               |               |               |     |   |            |            |            |            |              |     |   |        |        |        |        |        |  |  |
|  | CF Pachuca          | (7)           |               |               |               |     |   |            |            |            |            |              |     |   |        |        |        |        |        |  |  |
|  | CF Pachuca          | (7)           | CF Monterrey  | (2)           | 0             | 2   |   |            |            |            |            |              |     |   |        |        |        |        |        |  |  |
|  |                     |               |               |               |               | 2   |   |            |            |            |            |              |     |   |        |        |        |        |        |  |  |
|  |                     |               | Pumas UNAM    | (8)           | 0             | 0   |   |            |            |            |            |              |     |   |        |        |        |        |        |  |  |
|  | CD Cruz Azul        | (1)           | Pumas UNAM    | (8)           | 0             | 0   | 2 | 0          |            |            |            |              |     |   |        |        |        |        |        |  |  |
|  | CD Cruz Azul        | (1)           |               |               |               |     |   |            |            |            |            |              |     |   |        |        |        |        |        |  |  |
|  | Pumas UNAM          | (8)           | 1             | 2             |               |     |   |            |            |            |            |              |     |   |        |        |        |        |        |  |  |
|  | Pumas UNAM          | (8)           | 1             | 2             |               |     |   |            |            |            |            | CF Monterrey | (2) | 2 | 3      |        |        |        |        |  |  |
|  |                     |               |               |               |               |     |   |            |            |            |            | CF Monterrey | (2) | 2 | 3      |        |        |        |        |  |  |
|  |                     | Santos Laguna | (3)           | 3             | 0             |     |   |            |            |            |            |              |     |   |        |        |        |        |        |  |  |
|  | Santos Laguna       | Santos Laguna | (3)           | 3             | 0             | (3) | 1 | 1          |            |            |            |              |     |   |        |        |        |        |        |  |  |
|  | Santos Laguna       |               |               |               |               |     | 1 | 1          |            |            |            |              |     |   |        |        |        |        |        |  |  |
|  | Jaguares de Chiapas | (6)           | 1             | 0             |               |     |   |            |            |            |            |              |     |   |        |        |        |        |        |  |  |
|  | Jaguares de Chiapas | (6)           | 1             | 0             | Santos Laguna | (3) | 2 | 3          |            |            |            |              |     |   |        |        |        |        |        |  |  |
|  |                     |               |               |               |               | (3) | 2 | 3          |            |            |            |              |     |   |        |        |        |        |        |  |  |
|  |                     |               | Club América  | (4)           | 1             | 3   |   |            |            |            |            |              |     |   |        |        |        |        |        |  |  |
|  | Club América        | (4)           | Club América  | (4)           | 1             | 3   | 0 | 4          |            |            |            |              |     |   |        |        |        |        |        |  |  |
|  | Club América        | (4)           |               |               |               |     | 0 | 4          |            |            |            |              |     |   |        |        |        |        |        |  |  |
|  | San Luis FC         | (5)           | 0             | 1             |               |     |   |            |            |            |            |              |     |   |        |        |        |        |        |  |  |
|  | San Luis FC         | (5)           | 0             | 1             |               |     |   |            |            |            |            |              |     |   |        |        |        |        |        |  |  |

#### Quarts de finale
| Club          | Aller | Retour | Club                | Commentaire                    |
| CD Cruz Azul  | 2-1   | 0-2    | Pumas UNAM          |                                |
| Club América  | 0-0   | 4-1    | San Luis FC         |                                |
| CF Monterrey  | 1-1   | 3-3    | CF Pachuca          | Qualifié au classement général |
| Santos Laguna | 1-1   | 1-0    | Jaguares de Chiapas |                                |

#### Demi-finales
| Club          | Aller | Retour | Club         | Commentaire |
| CF Monterrey  | 0-0   | 2-0    | Pumas UNAM   |             |
| Santos Laguna | 2-1   | 3-3    | Club América |             |

#### Finale
| Match aller | Santos Laguna                                                          | 3:2   | CF Monterrey                          | Stade Nuevo Corona                                                                           |                                                                                              |
| 2 décembre  | 23e Jorge Iván Estrada · 41e Carlos Quintero · 85e (csc) Duilio Davino | (2:1) | 37e Humberto Suazo · 54e Neri Cardozo | Arbitrage : Marco Rodríguez (c) José Luis Camargo (a) Alberto Morín (a) Francisco Chacón (q) | Arbitrage : Marco Rodríguez (c) José Luis Camargo (a) Alberto Morín (a) Francisco Chacón (q) |
| 2 décembre  | Rapport                                                                |       |                                       | Arbitrage : Marco Rodríguez (c) José Luis Camargo (a) Alberto Morín (a) Francisco Chacón (q) | Arbitrage : Marco Rodríguez (c) José Luis Camargo (a) Alberto Morín (a) Francisco Chacón (q) |

| Match retour | CF Monterrey                                                     | 3:0   | Santos Laguna | Stade Tecnológico                                                                                                   | |
| 5 décembre   | 28e Humberto Suazo · 72e José María Basanta · 85e Humberto Suazo | (1:0) |               | Arbitrage : Benito Archundia (c) Marvin Cesar Torrentera (a) Arturo Velásquez Ramírez (a) Roberto García Orozco (q) | Arbitrage : Benito Archundia (c) Marvin Cesar Torrentera (a) Arturo Velásquez Ramírez (a) Roberto García Orozco (q) |
| 5 décembre   | Rapport                                                          |       |               | Arbitrage : Benito Archundia (c) Marvin Cesar Torrentera (a) Arturo Velásquez Ramírez (a) Roberto García Orozco (q) | Arbitrage : Benito Archundia (c) Marvin Cesar Torrentera (a) Arturo Velásquez Ramírez (a) Roberto García Orozco (q) |

## Bilan du tournoi
| Tableau d'Honneur     |              |
| Compétition           | Vainqueur    |
| Tournoi Apertura 2010 | CF Monterrey |

| Qualifications continentales 2011-2012 |                          |
| Ligue des champions                    | Qualifiés                |
| Phase de groupes                       | CF Monterrey             |
| Tour préliminaire                      | Santos Laguna            |
| Copa Libertadores                      | Qualifiés                |
| Phase de groupe                        | Club América San Luis FC |
| Premier tour                           | Jaguares de Chiapas      |

## Statistiques

### Buteurs
| Rang | Nom                     | Équipe        | Buts |
| 1    | Christian Benítez       | Santos Laguna | 16   |
| 2    | Humberto Suazo          | CF Monterrey  | 15   |
| 3    | Johan Fano              | CF Atlante    | 9    |
| 3    | Itamar Batista da Silva | Tigres UANL   | 9    |
| 5    | Gabriel Pereyra         | CF Puebla     | 8    |
| 5    | Christian Giménez       | CF Pachuca    | 8    |
| 5    | Sergio Blanco           | Querétaro FC  | 8    |
| 5    | Darío Cvitanich         | CF Pachuca    | 8    |
| 5    | Vicente Matías Vuoso    | Santos Laguna | 8    |
| 10   | 3 joueurs               | 3 joueurs     | 7    |